# Tranh dân gian Hàn Quốc
Tranh dân gian Hàn Quốc (Hangul: 민화, Hanja 民畵 - Dân họa) chỉ những tác phẩm tranh được sáng tác bởi các tầng lớp bình dân Triều Tiên, mục đích chính là để trang trí trong sinh hoạt hàng ngày.

## Từ nguyên
Thuật ngữ Minhwa xuất phát từ nhà triết học kiêm nhà phê bình nghệ thuật người Nhật Yanagi Muneyoshi (1889-1961).
Yanagi Muneyoshi là một nhà phê bình mỹ thuật, triếu gia Nhật Bản, Trong cuộc đời hoạt động của mình, giai đoạn cuối thập niện 1910, ông chuyển quan tâm từ nghệ thuật hiện đại Tây phương sang nghệ thuật Đông Á và có những chuyến thăm đến bán đảo Triều Tiên, khi ấy còn là thuộc địa của Nhật. Năm 1921, ông mở 1 cuộc triển lãm nhỏ mang tên 民族美術 (Mỹ thuật dân tộc) ở Kanda, Tokyo, bao gồm phần lớn là đồ gốm sứ nhưng cũng có cả các bức tranh dân gian thời Joseon (1392-1910). Sau đó dưới nỗ lực của ông, Phòng trưng bày mỹ thuật dân tộc Triều Tiên (朝鮮民族美術館) được mở tại Cảnh Phúc Cung - cung điện cũ của hoàng gia Triều Tiên tại Seoul. 
Dù đã khám phá ra dòng tranh dân gian Hàn Quốc từ những năm 1910 nhưng mãi tới cuối đời, giai đoạn 1957 - 1959 Yanagi mới viết về chúng trong những bài viết của mình. Nhờ sự sưu tầm nghiên cứu của mình, dòng tranh dân gian Hàn Quốc, khi ấy vẫn bị giới sưu tầm, bảo tàng và sử gia thờ ơ đã trở thành 1 dòng tranh được công nhận. Đến những năm 1960, tranh dân gian Hàn Quốc bắt đầu được quan tâm sau nghiên cứu của Yanagi, đặc biệt là nhờ tác phẩm của Cho Cha-yong (1926- 2000), cha đẻ của ngành nghiên cứu nghệ thuật dân gian Hàn Quốc. Thuật ngữ Minhwa sau đó được sử dụng để chỉ thể loại này. Các nhà nghiên cứu Hàn Quốc ban đầu tiến hành nghiên cứu của họ trong khuôn khổ của Yanagi về loại hình nghệ thuật dân gian mang tính “dân tộc” – nói cách khác là không chịu ảnh hưởng của Trung Quốc và phản ánh lối sống, lối suy nghĩ và tín ngưỡng của người Hàn Quốc.

## Chủ đề
Minhwa miêu tả rất nhiều chủ thể khác nhau trong cuộc sống của người dân Hàn Quốc, như chim muông, động vật, cỏ cây, hoa lá và thậm chí là cả những giá sách và dụng cụ vẽ cũng như các vật dụng hàng ngày khác.

## Lịch sử
Từ thời vua Heongang (trị vì từ năm 875 đến 866 thuộc thời đại Silla thống nhất 676-935), người dân đã có phong tục dán tranh môn thân Cheoyong trước cửa để xua đuổi ma quỷ. 

Nghệ thuật vẽ tranh Minhwa phát triển từ thế kỉ XVII thuộc triều đại Joseon. Minhwa từng bùng nổ mạnh mẽ mãi tới khi Chiến tranh Triều Tiên xảy ra. Tuy nhiên từ những năm 1980, Minhwa đã trở lại và nhận nhiều sự quan tâm, ủng hộ nhiệt tình cho tới ngày nay.

## Một số bức tranh Minhwa

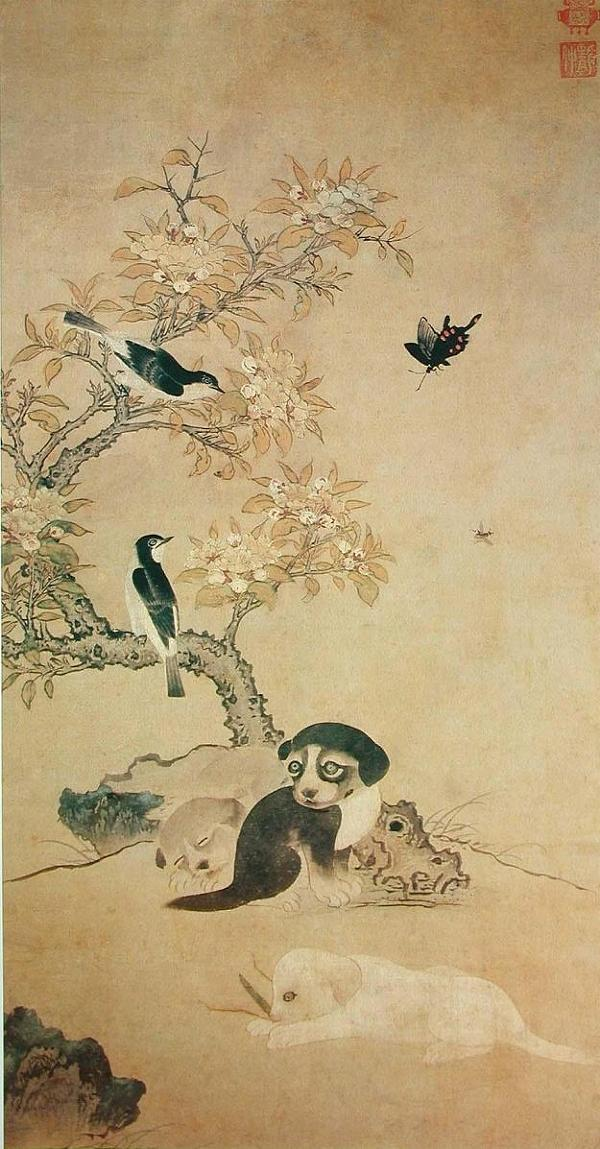
화조구자도 Hwanjogujado Tranh hoa, chim và chó
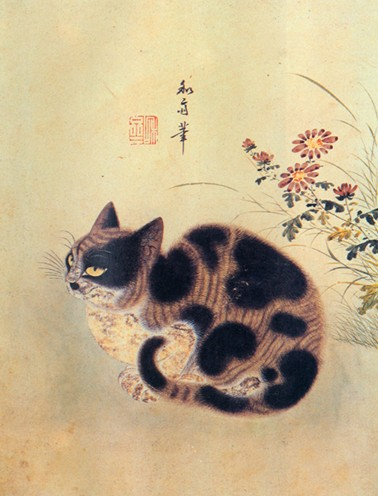
Tranh mèo
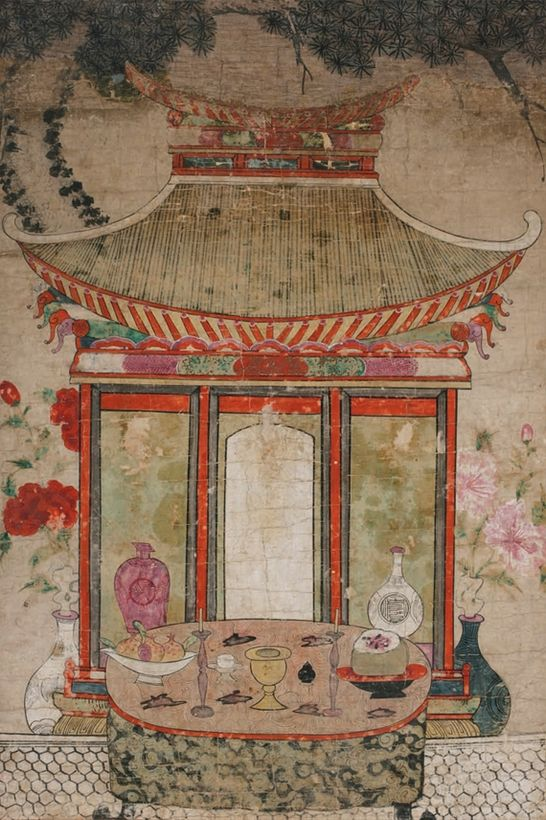
감모여제도 感慕如在圖 Gammo yeojaedo Tranh lưu luyến như còn ở bên
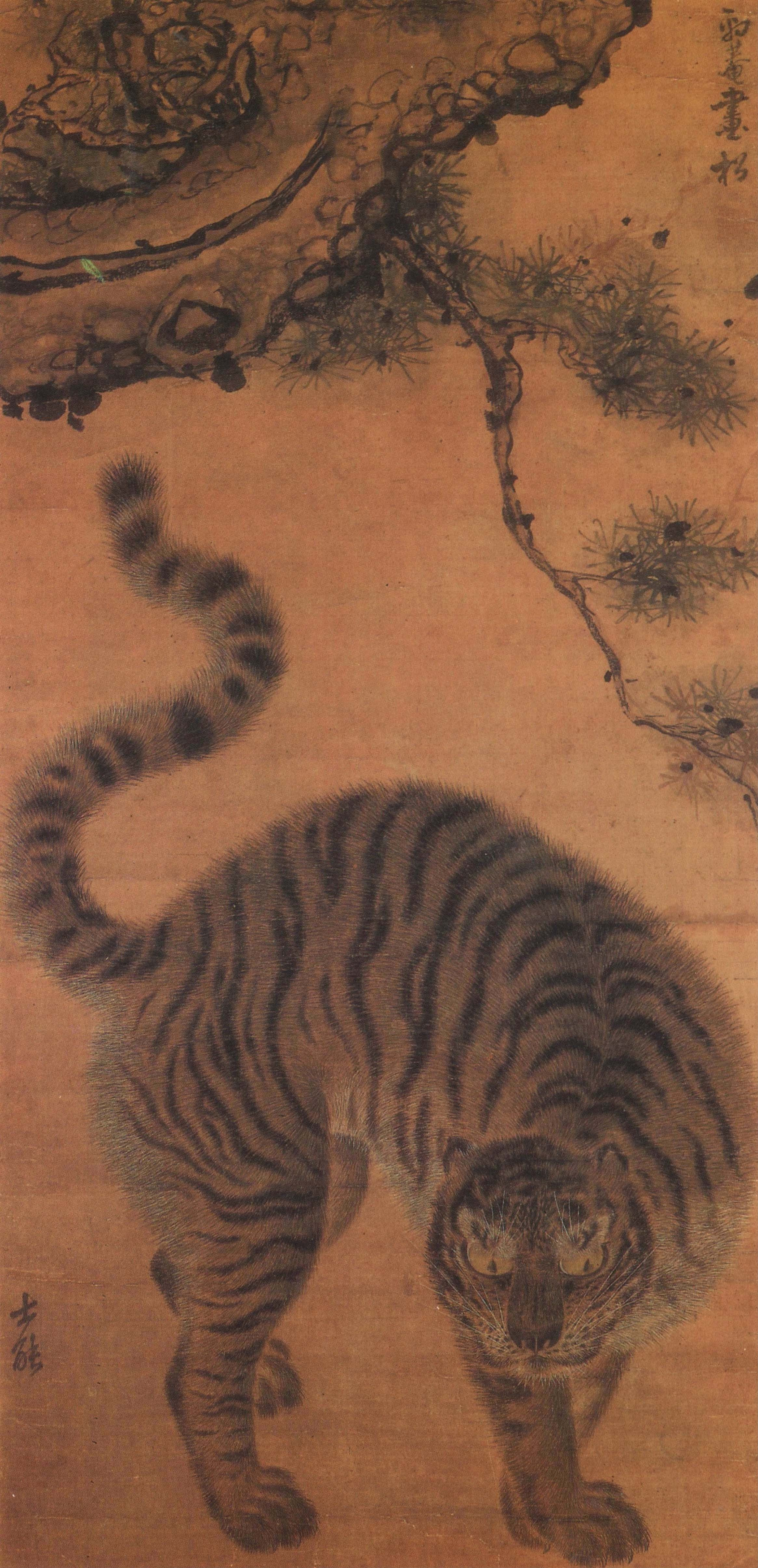
Tranh hổ
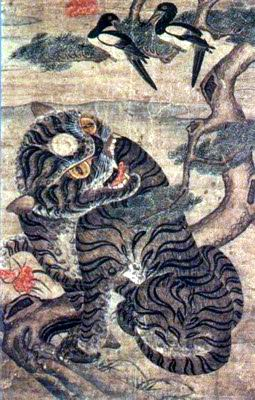
까치호랑이 鵲虎圖 Tranh hổ và chim ác là
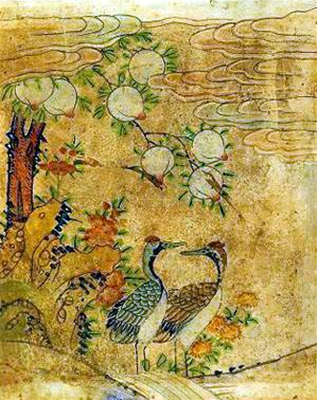
Ssanghak pandodo Tranh song hạc bàn đào
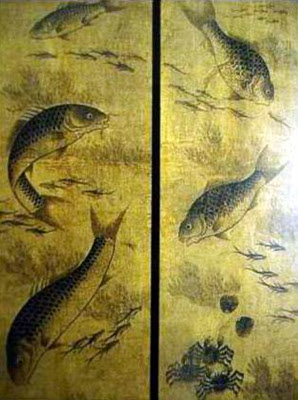
Eohado Tranh cua cá
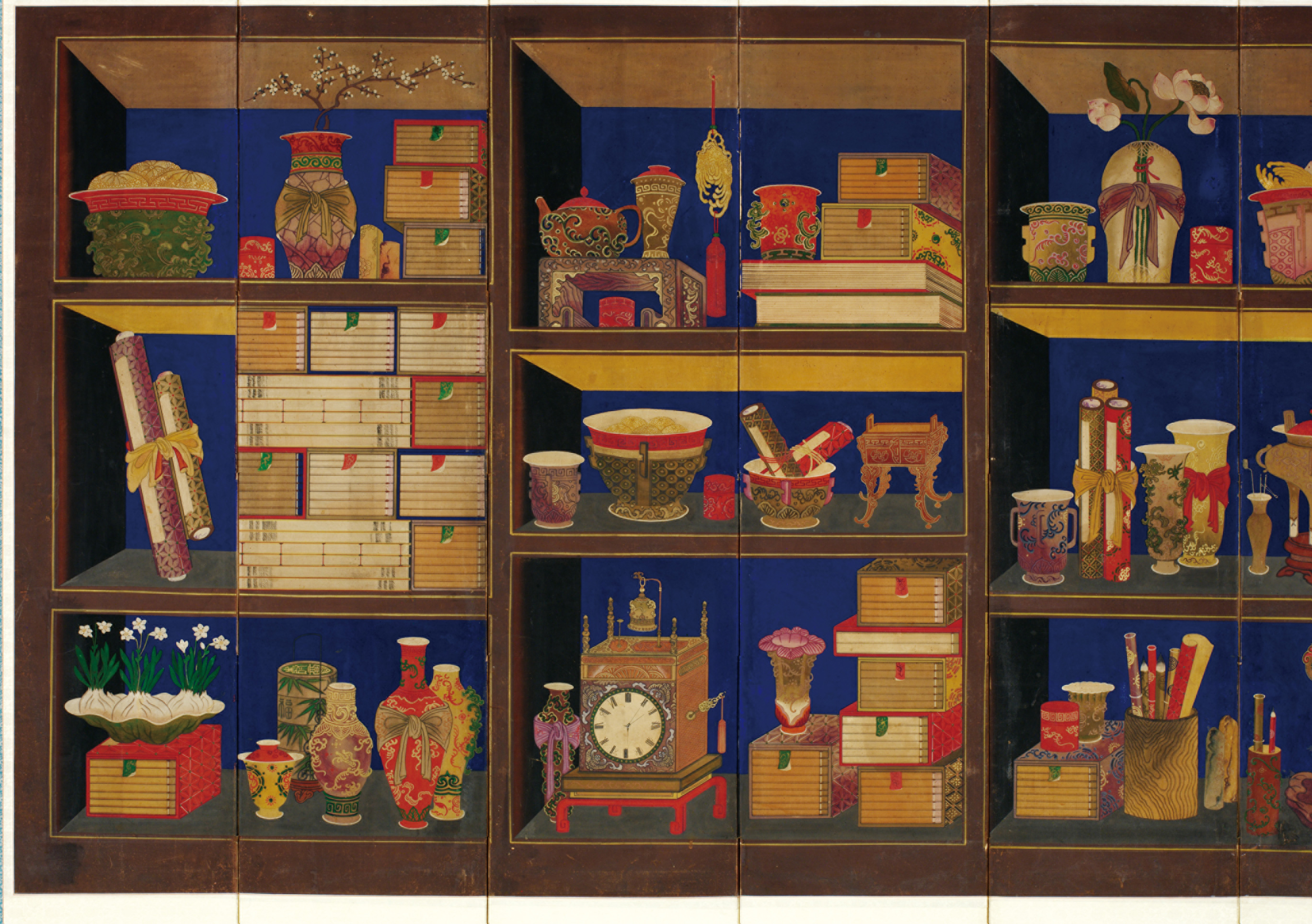
Chaekgeoli Tranh tủ sách
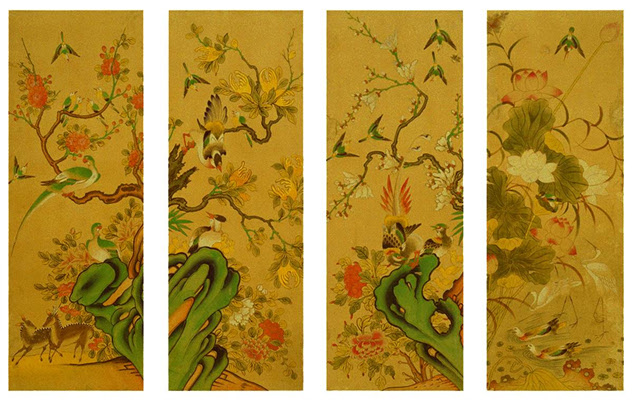
화조도 Hwajodo Tranh chim và hoa
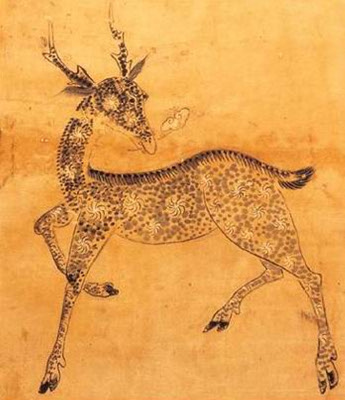
장생화락도 Jangsaeng hwarakdo Tranh trường sinh hòa lạc
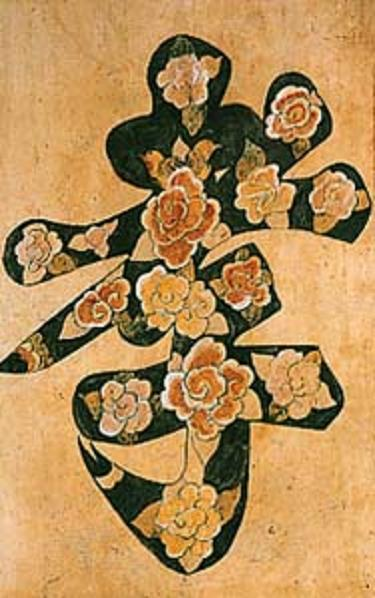
문자도 文字圖 Munjado  Tranh chữ
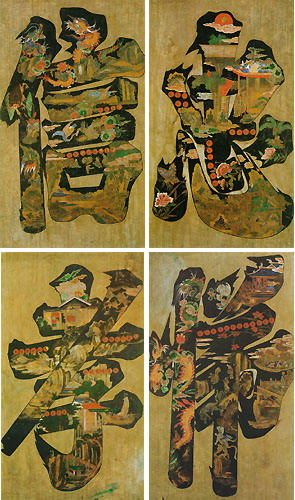
문자도 文字圖 Munjado  Tranh chữ